# 김태경 (축구인)
김태경(한국 한자: 金泰京, 1975년 7월 10일 ~ )은 대한민국의 전 축구 선수이며, 포지션은 수비수였다.